# BCL2L2
BCL2L2 (англ. BCL2 like 2) – білок, який кодується однойменним геном, розташованим у людей на короткому плечі 14-ї хромосоми. Довжина поліпептидного ланцюга білка становить 193 амінокислот, а молекулярна маса — 20 746.
| 10         |  | 20         |  | 30         |  | 40         |  | 50         |
| ---------- |  | ---------- |  | ---------- |  | ---------- |  | ---------- |
| MATPASAPDT |  | RALVADFVGY |  | KLRQKGYVCG |  | AGPGEGPAAD |  | PLHQAMRAAG |
| DEFETRFRRT |  | FSDLAAQLHV |  | TPGSAQQRFT |  | QVSDELFQGG |  | PNWGRLVAFF |
| VFGAALCAES |  | VNKEMEPLVG |  | QVQEWMVAYL |  | ETQLADWIHS |  | SGGWAEFTAL |
| YGDGALEEAR |  | RLREGNWASV |  | RTVLTGAVAL |  | GALVTVGAFF |  | ASK        |

A: Аланін

C: Цистеїн

D: Аспарагінова кислота

E: Глутамінова кислота

F: Фенілаланін

G: Гліцин

H: Гістидин

I: Ізолейцин

K: Лізин

L: Лейцин

M: Метіонін

N: Аспарагін

P: Пролін

Q: Глутамін

R: Аргінін

S: Серин

T: Треонін

V: Валін

W: Триптофан

Кодований геном білок за функцією належить до фосфопротеїнів. 
Задіяний у таких біологічних процесах, як апоптоз, ацетилювання, альтернативний сплайсинг. 
Локалізований у мембрані, мітохондрії.